# Beach soccer femminile ai Giochi mondiali sulla spiaggia 2019
Le competizioni di beach soccer femminile ai Giochi mondiali sulla spiaggia 2019 si sono svolte dall'11 al 16 ottobre 2019 presso la spiaggia di Katara, a Doha. Vi hanno partecipato 8 squadre provenienti da Europa, Africa, Nord America e Sud America, mentre l'Asia e l'Oceania alla fine non hanno inviato nessuna formazione. Le 8 squadre sono state suddivise equamente in due gironi, con le prime due classificate che hanno guadagnato l'accesso alle semifinali. La Spagna ha vinto la medaglia d'oro sconfiggendo in finale la Gran Bretagna 3-2, mentre la medaglia di bronzo è andata al Brasile.

## Calendario
La fase a gironi si è disputata dall'11 al 14 ottobre, osservando una pausa il giorno 12. Il 15 ottobre hanno avuto luogo le semifinali, e il giorno successivo si sono giocate le finali che hanno assegnato le medaglie.
| ● | Finali |

| Ottobre |    |    |    |    |    |
| 11      | 12 | 13 | 14 | 15 | 16 |
| ●       |    | ●  | ●  | ●  | 1  |

## Squadre partecipanti
Tenuto conto che né la confederazione oceaniana né quella asiatica hanno inviato loro squadre ai Giochi, i posti a loro assegnati originariamente per garantire la rappresentanza a tutti i continenti (un posto ciascuno) sono stati redistribuiti a favore di Nord e Sud America che hanno potuto così schierare due squadre. Il Qatar, invitato a partecipare come Paese organizzatore, ha declinato l'invito.
| Confederazione                                        | Torneo di qualificazione     | Qualificate                 |
| ----------------------------------------------------- | ---------------------------- | --------------------------- |
| CAF (Africa)                                          | Qualificazioni africane      | Capo Verde                  |
| CONCACAF (America Centrale, Settentrionale e Caraibi) | Qualificazioni nordamericane | Messico Stati Uniti         |
| CONMEBOL (Sud America)                                | Invito                       | Brasile Paraguay            |
| UEFA (Europa)                                         | Qualificazioni europee       | Gran Bretagna Russia Spagna |

## Sorteggio
| 1ª urna                             | 2ª urna                                 |
| ----------------------------------- | --------------------------------------- |
| Spagna Gran Bretagna Russia Brasile | Capo Verde Paraguay Messico Stati Uniti |

Il sorteggio ha determinato i due gironi riportati qui di seguito.
| Girone A   | Girone B      |
| ---------- | ------------- |
| Spagna     | Gran Bretagna |
| Brasile    | Russia        |
| Capo Verde | Paraguay      |
| Messico    | Stati Uniti   |

## Fase a gironi

### Girone A
| Pos. | Squadra    | Pt | G | V | V+ | P | GF | GS | DR  |
| ---- | ---------- | -- | - | - | -- | - | -- | -- | --- |
| 1.   | Spagna     | 9  | 3 | 3 | 0  | 0 | 25 | 6  | +19 |
| 2.   | Brasile    | 4  | 3 | 1 | 1  | 1 | 14 | 12 | +2  |
| 3.   | Messico    | 2  | 3 | 0 | 1  | 2 | 12 | 19 | -7  |
| 4.   | Capo Verde | 0  | 3 | 0 | 0  | 3 | 10 | 24 | -14 |

| Doha 11 ottobre 2019, ore 18:00 UTC+3 | Messico   | 1 – 9 referto                                                                                    | Spagna | Spiaggia di Katara |
| \| \| \| \| \| Leyva 35’ \| Marcatori \| 2’ C. Gonzalez 4’ S. González 5’, 29’ Mellado 13’ Gallego 19’, 32’ Fresneda 21’ Miras 33’ Morera \| |           |                                                                                                  |        |                    |
| |           |                                                                                                  |        |                    |
| Leyva 35’ | Marcatori | 2’ C. Gonzalez 4’ S. González 5’, 29’ Mellado 13’ Gallego 19’, 32’ Fresneda 21’ Miras 33’ Morera |        |                    |

| Doha 11 ottobre 2019, ore 18:00 UTC+3                                                                                                | Brasile   | 7 – 2 referto                      | Capo Verde | Spiaggia di Katara |
| \| \| \| \| \| Jasna 3’, 10’ Colodetti 13’ Nayara 16’, 33’ Villar 22’ Adri 31’ \| Marcatori \| 2’ (aut.) Lele Lopes 16’ Rosangela \| |           |                                    |            |                    |
| |           |                                    |            |                    |
| Jasna 3’, 10’ Colodetti 13’ Nayara 16’, 33’ Villar 22’ Adri 31’                                                                      | Marcatori | 2’ (aut.) Lele Lopes 16’ Rosangela |            |                    |

| Doha 13 ottobre 2019, ore 15:00 UTC+3 | Spagna    | 10 – 2 referto     | Capo Verde | Spiaggia di Katara |
| \| \| \| \| \| Miras 3’, 11’ S. González 18’ Miron 20’, 26’ Mellado 25’, 28’ Fresneda 30’ C. Gonzalez 32’, 33’ \| Marcatori \| 5’ Ruth 33’ Djoyce \| |           |                    |            |                    |
| |           |                    |            |                    |
| Miras 3’, 11’ S. González 18’ Miron 20’, 26’ Mellado 25’, 28’ Fresneda 30’ C. Gonzalez 32’, 33’                                                      | Marcatori | 5’ Ruth 33’ Djoyce |            |                    |

| Doha 13 ottobre 2019, ore 15:00 UTC+3 | Brasile              | 4 – 4 (d.t.s.) referto             | Messico | Spiaggia di Katara |
| \| \| \| \| \| Nayara 9’ Adri 27’ Barboza 29’, 32’ \| Marcatori \| 1’, 3’ Luna 16’ Paulin 26’ Sanchez \| \| Barboza Villar Colodetti Bastos Jasna \| Tiri di rigore 4 – 3 \| Gallegos Leyva Perez Ramos Saucedo \| |                      |                                    |         |                    |
| |                      |                                    |         |                    |
| Nayara 9’ Adri 27’ Barboza 29’, 32’ | Marcatori            | 1’, 3’ Luna 16’ Paulin 26’ Sanchez |         |                    |
| Barboza Villar Colodetti Bastos Jasna | Tiri di rigore 4 – 3 | Gallegos Leyva Perez Ramos Saucedo |         |                    |

| Doha 14 ottobre 2019, ore 18:00 UTC+3                                                                                                | Spagna    | 6 – 3 referto                          | Brasile | Spiaggia di Katara |
| \| \| \| \| \| Miron 6’ Mellado 24’, 34’ Fresneda 28’, 35’ C. Gonzalez 31’ \| Marcatori \| 14’ Barboza 15’ Colodetti 23’ Medeiros \| |           |                                        |         |                    |
| |           |                                        |         |                    |
| Miron 6’ Mellado 24’, 34’ Fresneda 28’, 35’ C. Gonzalez 31’                                                                          | Marcatori | 14’ Barboza 15’ Colodetti 23’ Medeiros |         |                    |

| Doha 14 ottobre 2019, ore 18:00 UTC+3 | Capo Verde | 6 – 7 (d.t.s.) referto                                   | Messico | Spiaggia di Katara |
| \| \| \| \| \| Vanda 13’, 15’, 18’ Fortes 21’ Perez 23’ (aut.) Djoyce 27’ \| Marcatori \| 1’ Saucedo 20’, 29’ Luna 21’, 25’ Ramos 21’, 25’ Sanchez \| |            |                                                          |         |                    |
| |            |                                                          |         |                    |
| Vanda 13’, 15’, 18’ Fortes 21’ Perez 23’ (aut.) Djoyce 27’                                                                                            | Marcatori  | 1’ Saucedo 20’, 29’ Luna 21’, 25’ Ramos 21’, 25’ Sanchez |         |                    |

### Girone B
| Pos. | Squadra       | Pt | G | V | V+ | P | GF | GS | DR |
| ---- | ------------- | -- | - | - | -- | - | -- | -- | -- |
| 1.   | Gran Bretagna | 9  | 3 | 3 | 0  | 0 | 14 | 7  | +7 |
| 2.   | Russia        | 6  | 3 | 2 | 0  | 1 | 9  | 8  | +1 |
| 3.   | Stati Uniti   | 3  | 3 | 1 | 0  | 2 | 6  | 10 | -4 |
| 4.   | Paraguay      | 0  | 3 | 0 | 0  | 3 | 9  | 13 | -4 |

| Doha 11 ottobre 2019, ore 15:00 UTC+3                                               | Russia    | 3 – 1 referto | Stati Uniti | Spiaggia di Katara |
| \| \| \| \| \| Komarova 16’ Petrova 18’ Zaitseva 18’ \| Marcatori \| 22’ Quigley \| |           |               |             |                    |
|                                                                                     |           |               |             |                    |
| Komarova 16’ Petrova 18’ Zaitseva 18’                                               | Marcatori | 22’ Quigley   |             |                    |

| Doha 11 ottobre 2019, ore 15:00 UTC+3                                                                              | Paraguay  | 4 – 5 referto                                       | Gran Bretagna | Spiaggia di Katara |
| \| \| \| \| \| Godoy 20’, 29’, 29’ Mora 33’ \| Marcatori \| 16’ Hillier 24’ Kempson 25’, 28’ Clark 36’ Haughton \| |           |                                                     |               |                    |
| |           |                                                     |               |                    |
| Godoy 20’, 29’, 29’ Mora 33’                                                                                       | Marcatori | 16’ Hillier 24’ Kempson 25’, 28’ Clark 36’ Haughton |               |                    |

| Doha 13 ottobre 2019, ore 18:00 UTC+3                                                                     | Gran Bretagna | 5 – 2 referto                | Stati Uniti | Spiaggia di Katara |
| \| \| \| \| \| Kempson 1’, 21’ Short 17’, 19’ Hillier 29’ \| Marcatori \| 18’ Sunseri-Warp 26’ Quigley \| |               |                              |             |                    |
| |               |                              |             |                    |
| Kempson 1’, 21’ Short 17’, 19’ Hillier 29’                                                                | Marcatori     | 18’ Sunseri-Warp 26’ Quigley |             |                    |

| Doha 13 ottobre 2019, ore 18:00 UTC+3                                                                                             | Russia    | 5 – 3 referto                         | Paraguay | Spiaggia di Katara |
| \| \| \| \| \| Cherniakova 1’, 31’, 35’ (rig.) Komarova 17’ Zaitseva 18’ \| Marcatori \| 21’ (rig.) Godoy 22’ Mora 31’ Caceres \| |           |                                       |          |                    |
| |           |                                       |          |                    |
| Cherniakova 1’, 31’, 35’ (rig.) Komarova 17’ Zaitseva 18’                                                                         | Marcatori | 21’ (rig.) Godoy 22’ Mora 31’ Caceres |          |                    |

| Doha 14 ottobre 2019, ore 15:00 UTC+3                                                   | Gran Bretagna | 4 – 1 referto | Russia | Spiaggia di Katara |
| \| \| \| \| \| Bazan 8’ Kempson 8’ Hillier 9’ Martin 16’ \| Marcatori \| 14’ Petrova \| |               |               |        |                    |
|                                                                                         |               |               |        |                    |
| Bazan 8’ Kempson 8’ Hillier 9’ Martin 16’                                               | Marcatori     | 14’ Petrova   |        |                    |

| Doha 14 ottobre 2019, ore 15:00 UTC+3                                          | Stati Uniti | 3 – 2 referto     | Paraguay | Spiaggia di Katara |
| \| \| \| \| \| Leslie 2’ Witteman 3’, 20’ \| Marcatori \| 5’ Alonso 7’ Mora \| |             |                   |          |                    |
|                                                                                |             |                   |          |                    |
| Leslie 2’ Witteman 3’, 20’                                                     | Marcatori   | 5’ Alonso 7’ Mora |          |                    |

## Fase a eliminazione diretta

### Tabellone
|  | Semifinali    | Semifinali    | Semifinali    |               |        | Finale          | Finale          | Finale          |  |
|  |               |               |               |               |        |                 |                 |                 |  |
|  | Spagna        | Spagna        | 3             |               |        |                 |                 |                 |  |
|  | Spagna        | Spagna        | 3             |               |        |                 |                 |                 |  |
|  | Russia        | Russia        | 2             |               |        |                 |                 |                 |  |
|  | Russia        | Russia        | 2             |               | Spagna | Spagna          | 3               |                 |  |
|  |               |               |               |               | Spagna | Spagna          | 3               |                 |  |
|  |               |               | Gran Bretagna | Gran Bretagna | 2      |                 |                 |                 |  |
|  | Gran Bretagna | Gran Bretagna | Gran Bretagna | Gran Bretagna | 2      | 6               |                 |                 |  |
|  | Gran Bretagna | Gran Bretagna |               |               |        | 6               |                 |                 |  |
|  | Brasile       | Brasile       | 5             |               |        | Finale 3º posto | Finale 3º posto | Finale 3º posto |  |
|  | Brasile       | Brasile       | 5             |               |        |                 |                 |                 |  |
|  |               |               |               |               |        |                 |                 |                 |  |
|  |               |               |               |               |        | Russia          | Russia          | 3               |  |
|  |               |               |               |               |        | Russia          | Russia          | 3               |  |
|  |               |               |               |               |        | Brasile         | Brasile         | 4               |  |

### Semifinali
| Doha 15 ottobre 2019, ore 19:00 UTC+3                                                                          | Spagna    | 3 – 2 referto                 | Russia | Spiaggia di Katara |
| \| \| \| \| \| Fresneda 10’ C. Gonzalez 23’ (rig.) Morera 32’ \| Marcatori \| 2’ (aut.) Gallego 4’ Zaitseva \| |           |                               |        |                    |
| |           |                               |        |                    |
| Fresneda 10’ C. Gonzalez 23’ (rig.) Morera 32’                                                                 | Marcatori | 2’ (aut.) Gallego 4’ Zaitseva |        |                    |

| Doha 15 ottobre 2019, ore 16:00 UTC+3 | Gran Bretagna | 6 – 5 referto                                        | Brasile | Spiaggia di Katara |
| \| \| \| \| \| Kempson 9’, 35’ Martin 10’, 29’, 35’ (rig.) Hillier 28’ \| Marcatori \| 3’, 26’ Nayara 3’ Adri 10’ Barboza 12’ (rig.) Lorena \| |               |                                                      |         |                    |
| |               |                                                      |         |                    |
| Kempson 9’, 35’ Martin 10’, 29’, 35’ (rig.) Hillier 28’                                                                                        | Marcatori     | 3’, 26’ Nayara 3’ Adri 10’ Barboza 12’ (rig.) Lorena |         |                    |

### Finale 3º posto
| Doha 16 ottobre 2019, ore 16:00 UTC+3                                                                           | Brasile   | 4 – 3 referto                     | Russia | Spiaggia di Katara |
| \| \| \| \| \| Adri 15’ Lorena 19’, 23’ (rig.) Barboza 24’ \| Marcatori \| 2’ Cherniakova 18’, 32’ Gorshkova \| |           |                                   |        |                    |
| |           |                                   |        |                    |
| Adri 15’ Lorena 19’, 23’ (rig.) Barboza 24’                                                                     | Marcatori | 2’ Cherniakova 18’, 32’ Gorshkova |        |                    |

### Finale
| Doha 16 ottobre 2019, ore 19:00 UTC+3                                            | Gran Bretagna | 2 – 3 referto              | Spagna | Spiaggia di Katara |
| \| \| \| \| \| Clark 6’ Barron 28’ \| Marcatori \| 6’, 7’ Asensio 9’ Fresneda \| |               |                            |        |                    |
|                                                                                  |               |                            |        |                    |
| Clark 6’ Barron 28’                                                              | Marcatori     | 6’, 7’ Asensio 9’ Fresneda |        |                    |

## Campione
| Giochi mondiali sulla spiaggia 2019 Spagna 1º titolo |